# 高松琴平電気鉄道1200形電車

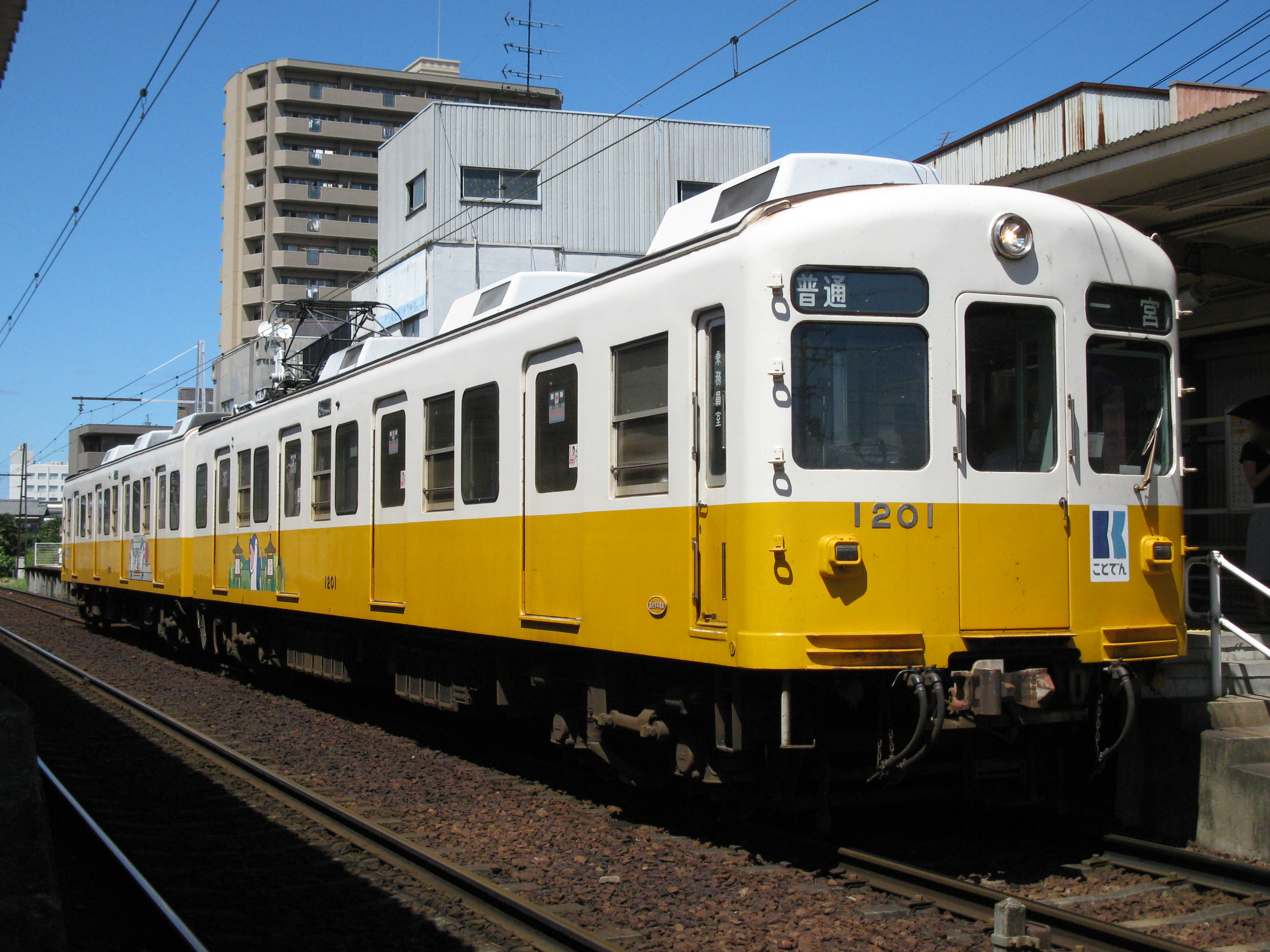
高松琴平電気鉄道1200形電車（琴平線）

高松琴平電気鉄道1200形電車（たかまつことひらでんきてつどう1200がたでんしゃ）は、高松琴平電気鉄道（ことでん）の通勤形電車である。京浜急行電鉄700形を改造し、2003年から2006年に入線した。高松琴平電気鉄道及び四国初の4扉車両。2両編成11本が琴平線および長尾線で運用されている。

## 登場の経緯
2002年8月8日に新体制による高松琴平電鉄の会社再建が始まり、国、地方自治体からの資金援助を受け、利用客からの車両冷房化に対する強い要望にこたえるために京急700形を譲り受け、改造の上冷房車3編成6両が1200形として導入された。

## 改造点
種車である京急700形は、1967年から1971年に普通列車用として84両が製造された。京急では1998年から2005年にかけて経年のため廃車されている。
琴電入線にあたり、京急ファインテックにて琴電向け改造が行われた。制御電動車と付随車による4両編成から、制御電動車による2両編成に変更され、京急時代の奇数車（浦賀寄り）が偶数車（高松築港寄り）に、京急時代の偶数車（品川寄り）が奇数車（琴電琴平・長尾寄り）になっている。当初、制御電動車 – 制御車の2両編成とする計画で、琴電での奇数車に制御関係機器、琴電での偶数車に補器が搭載されたが、主電動機付き台車を分散させるため両車連結面側の台車を主電動機付き、運転台側を主電動機なしとするよう変更された。琴電での偶数車からはパンタグラフが撤去されている。
主幹制御器、制動弁は琴電仕様に交換され、制動装置はHSC-D（発電制動併用電磁直通制動）から電磁SME-D（非常管併設発電制動併用非セルフラップ式電磁弁付き三管式直通空気制動）に変更された。主制御装置は種車のものが流用されたため、自動進段式のままである。
他形式と連結するため連結器を密着連結器からNCB-II形密着自動連結器に変更、電気連結器および連解制御器は撤去された。 空気圧縮機が回転翼式のAR-2形から琴電標準の三菱重工製C-1000形に交換、電動発電機は東洋電機製造（東洋）製TDK-3320Aブラシレス電動発電機のままとされたが、出力は49 kVAとなった。ATSは1号形から琴電形に変更され、過速度検知継電器は80 km/hにセットされた。電子ホーンは撤去された。
外観では、側面の種別表示幕、方向板差しが撤去された。内装では、琴電での偶数車、乗務員室後ろの車掌室側に車椅子スペースが設置され、この部分の座席は脚台ごと撤去された。つり革を丸形から三角形に変更、座席は座面を京急1000形電車 (初代)と同一形状のものに交換し、一般席のモケットは青色のものから「ゴールデンオリーブ」色のものに交換された。
琴平線用に導入された車両（0番台）は放送回路の電圧を他の車両と揃える改造が行われているが、長尾線用に導入された車両（50番台）はこの改造が省略されているため、営業運転では他車との併結を行わない。

## 主要機器
台車、主制御器、主電動機、冷房装置、パンタグラフは種車のものが流用されている。導入にあたって、ことでん側は1070形・1080形・1100形と同様のTS-303系・TS-310系の台車の採用を要望したが、京急でも既に廃車により在庫がなくなっていたことから、種車の台車が流用されている。東急車輛製造（東急）製の車体には東洋製電気部品、川崎車輌（川車）製の車体には三菱電機（三菱）製の電気部品の組み合わせが原則だが、京急で最後に導入された739編成、741編成（ことでん1253 - 1256）は電気部品の組み合わせが異なる。
東洋製はES-763A主制御装置（直列10段、並列8段、弱め界磁4段）、TDK-819系主電動機（1時間定格出力150kW、端子電圧750V、電流224A、定格回転数2,000rpm）に中空軸撓み板式軸型継手が組み合わされ、歯車比は84:17 (4.94)とされた。
三菱製はCB-26C-10主制御装置（制御段数は東洋製と同じ）、MB-3070系主電動機（1時間定格出力150kW、端子電圧750V、電流224A、定格回転数1,800rpm）、撓み歯車型軸継手が採用され、定格回転数の違いから歯車比は82:19 (4.32)となった。
冷房装置は冷房能力12.2 kW（10,500 kcal/h）の三菱CU-126系冷房装置を各車3基搭載されている。集電装置は東洋製PT-43Eのままとされた。

## 車歴と編成

### 琴平線
| 琴電での車番と編成         | 琴電での車番と編成 | 京急での車番 | 京急での編成 | 製造年    | 製造所    | 京急での廃車 | 琴電への入線 |
| -------------------------- | ------------------ | ------------ | ------------ | --------- | --------- | ------------ | ------------ |
| ← 琴電琴平瓦町・高松築港 → |                    | 京急での車番 | 京急での編成 | 製造年    | 製造所    | 京急での廃車 | 琴電への入線 |
| 1201                       | 1202               | デハ706・705 | 705F         | 1967年6月 | 東急/川車 | 2002年7月    | 2003年3月    |
| 1203                       | 1204               | デハ728・727 | 727F         | 1970年2月 | 東急      | 2002年7月    | 2003年3月    |
| 1205                       | 1206               | デハ732・731 | 731F         | 1970年6月 | 東急      | 2002年7月    | 2003年3月    |
| 1207                       | 1208               | デハ734・733 | 733F         | 1970年6月 | 東急      | 2003年8月    | 2004年10月   |
| 1209                       | 1210               | デハ738・737 | 737F         | 1970年6月 | 川崎重工  | 2004年3月    | 2004年10月   |
| 1211                       | 1212               | デハ702・701 | 701F         | 1967年6月 | 川崎車輌  | 2005年3月    | 2005年7月    |
| 1213                       | 1214               | デハ704・703 | 703F         | 1967年6月 | 川崎車輌  | 2005年3月    | 2005年7月    |

1958年 - 1981年に12000形1201・1202が存在したため、本形式の車両番号のうち、1201・1202は2代目である。

### 長尾線
| ことでんでの車番と編成 | ことでんでの車番と編成 | 京急での車番 | 京急での編成 | 製造年    | 製造所   | 京急での廃車 | 琴電への入線 |
| ---------------------- | ---------------------- | ------------ | ------------ | --------- | -------- | ------------ | ------------ |
| ← 長尾瓦町・高松築港 → |                        | 京急での車番 | 京急での編成 | 製造年    | 製造所   | 京急での廃車 | 琴電への入線 |
| 1251                   | 1252                   | デハ736・735 | 735F         | 1970年6月 | 川崎重工 | 2005年11月   | 2006年7月    |
| 1253                   | 1254                   | デハ742・741 | 741F         | 1971年6月 | 川崎重工 | 2005年11月   | 2006年7月    |
| 1255                   | 1256                   | デハ740・739 | 739F         | 1971年6月 | 川崎重工 | 2005年11月   | 2006年12月   |
| 1215                   | 1216                   | デハ724・723 | 723F         | 1970年3月 | 川崎重工 | 2005年3月    | 2005年8月    |

- 2011年に1215 - 1216が長尾線塗装に変更された。

外板の塗装は当初より路線別塗装が採用された。琴平線用の1201 - 1214は上半分がアイボリー・下半分が黄色、長尾線用の1215・1216・1251 - 1256は上半分がアイボリー、下半分が緑色である。

## 車体ラッピング
1201編成は入線当初「ことちゃんこんぴら号」としてマスコットキャラクターの「ことちゃん」のイラストが貼られていた。他にもさまざまなラッピング電車が登場しており、1255編成は、新屋島水族館の全面広告電車であったが2011年9月現在は広告解除により青緑一色、1205編成は金刀比羅宮の全面広告電車「しあわせさんこんぴらさん号」、1213編成がユニバーサルホームの全面広告車、1215編成が四国電力グループである四電エナジーサービスの全面広告電車となっていたが、諸事情から1207編成・1211編成も四電エナジーサービスの全面広告電車となっていた（1207編成は全面ではない）。なお1215編成は長尾線の輸送力増強のため長尾線に転属し、同線のラインカラーに塗り替えられた上、全労済の全面広告電車となった(2019年6月終了)。
1203編成は新屋島水族館の全面広告電車となった後琴平線用塗装に戻され、2011年4月からことでん開業100周年記念ラッピング電車「ことちゃんひやく号」となった。この「ひやく号」は当初1年間の運行予定だったが、その後運行期間が毎年延長され、2019年3月6日に約8年間に及ぶ運行を終了した。
1211編成は四電エナジーサービスの全面広告電車となった後、ファン有志「ことでん貸切乗車団」が立ち上げたクラウドファンディング「ことでん情熱の赤プロジェクト」により、京急時代の塗装に復元されて運行されている。
1207編成は2022年4月19日より、ロシアによるウクライナ侵攻において多数の殉職者を出しつつ運行を継続しているウクライナ鉄道への連帯を示すため、琴平線のラインカラーを生かしたウクライナ国旗塗装（元のラインカラーを生かしているため、本来のウクライナ国旗より黄色が濃くなっている）で運行されている。

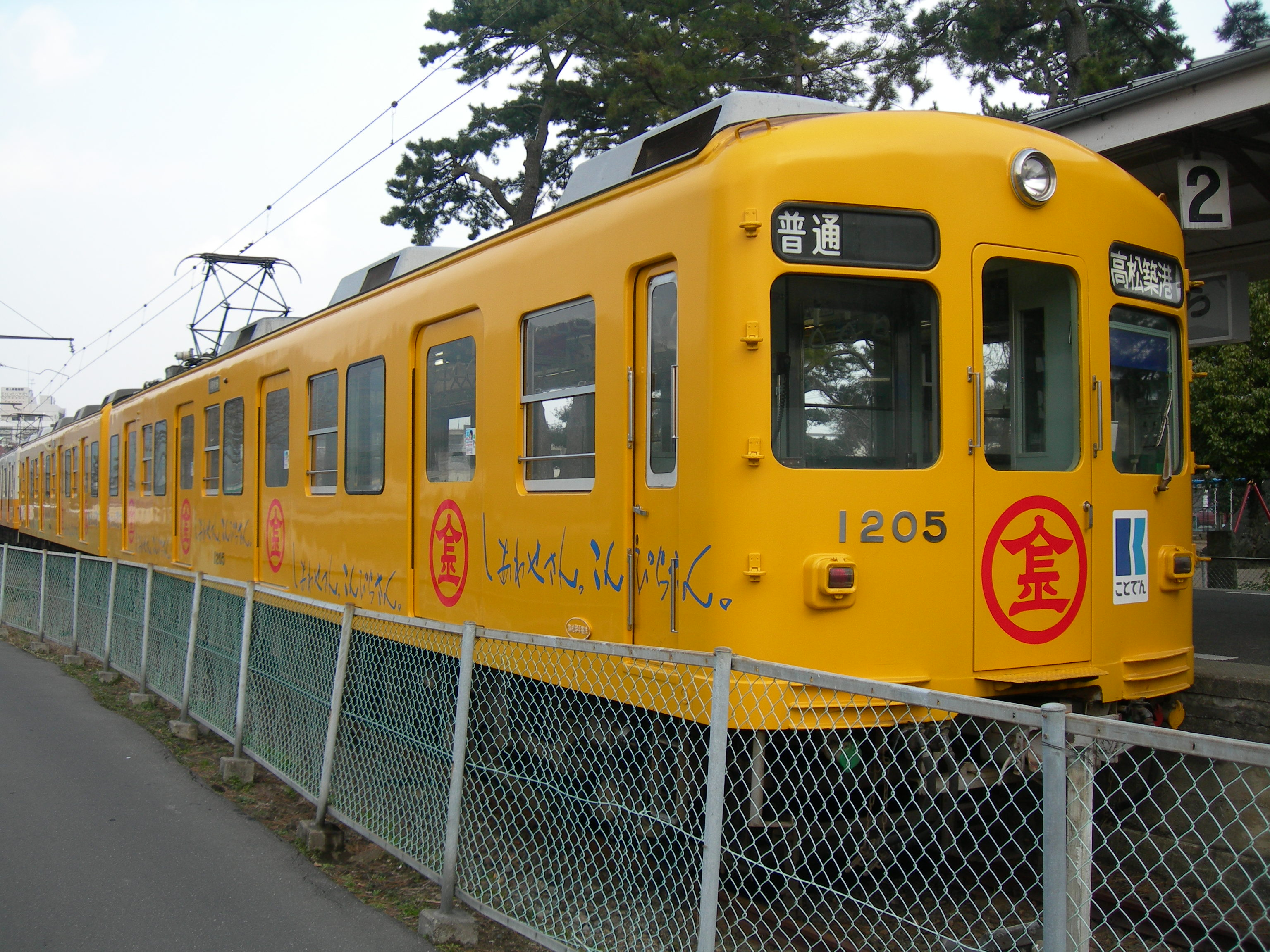
1205F「しあわせさんこんぴらさん号」
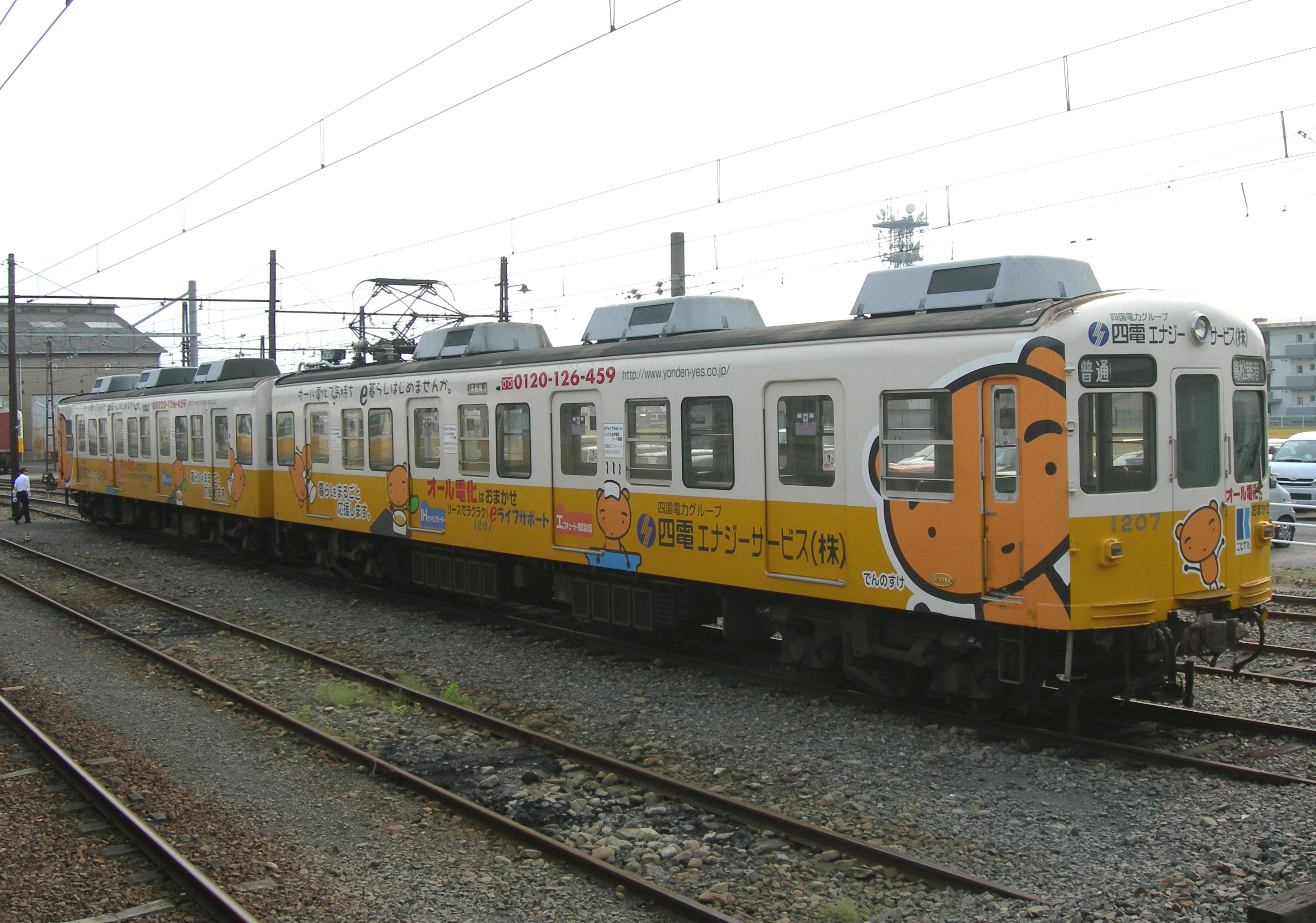
四電エナジーサービス広告電車
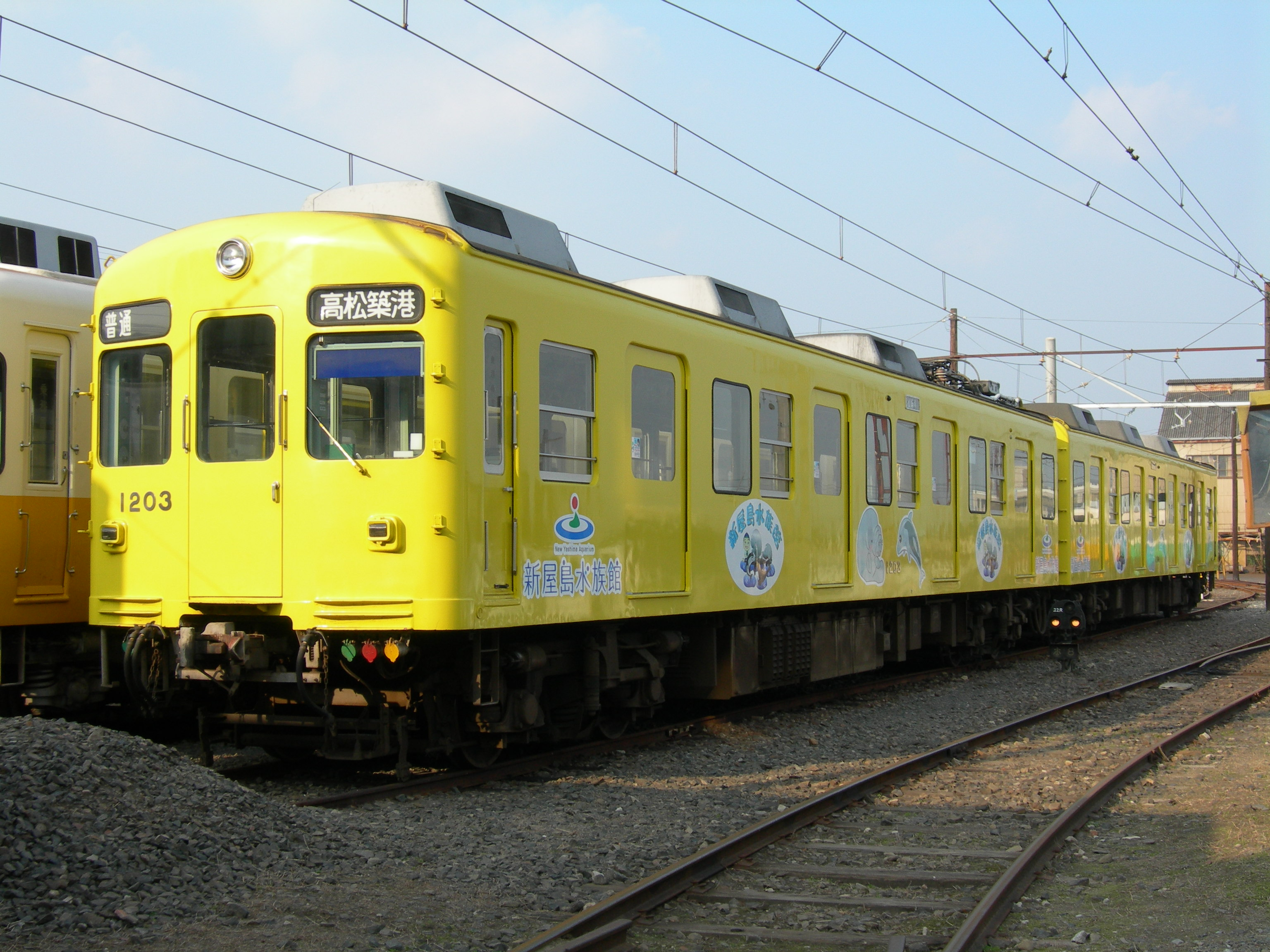
1203F 新屋島水族館全面広告電車
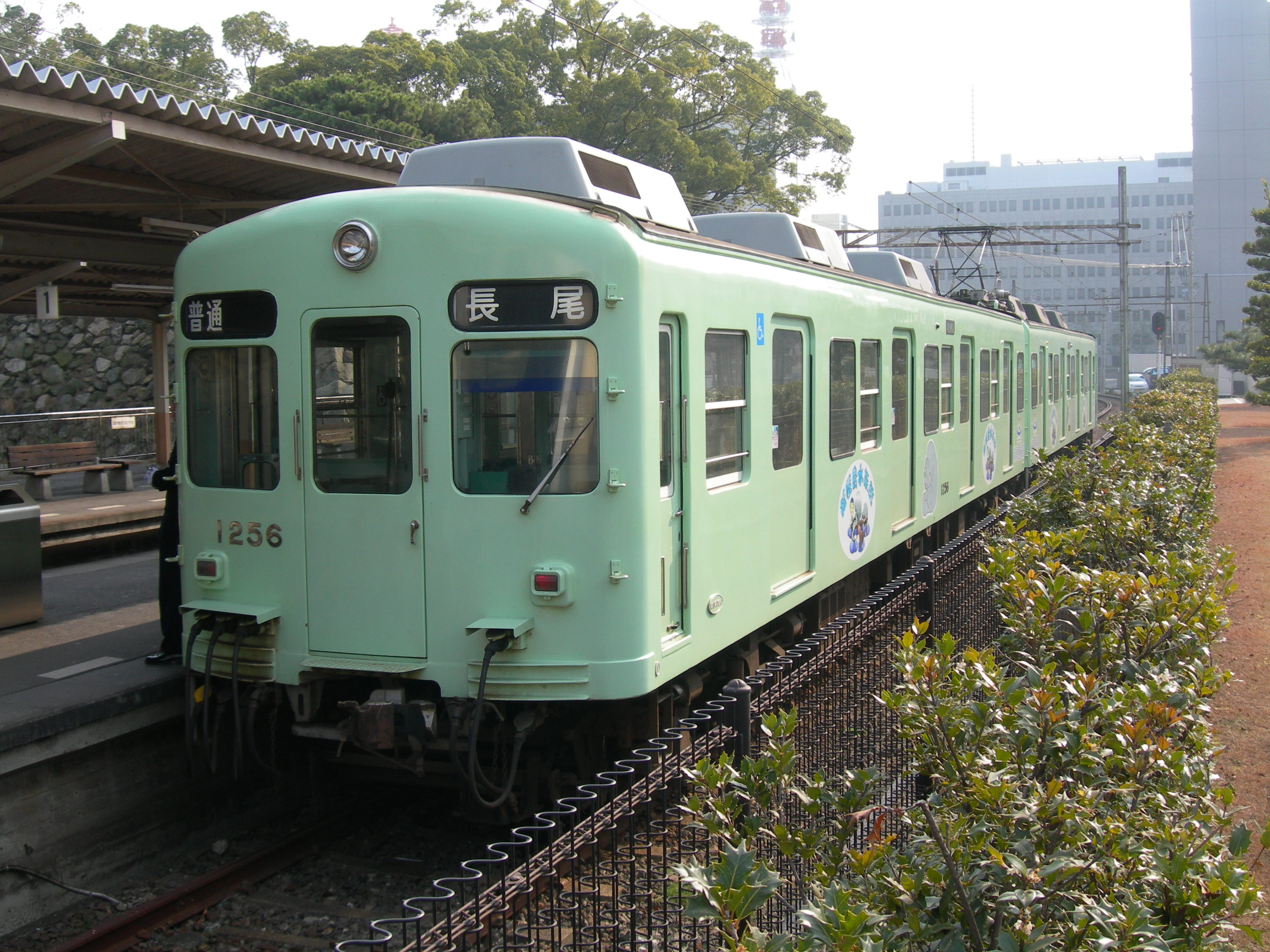
1255F 新屋島水族館全面広告電車
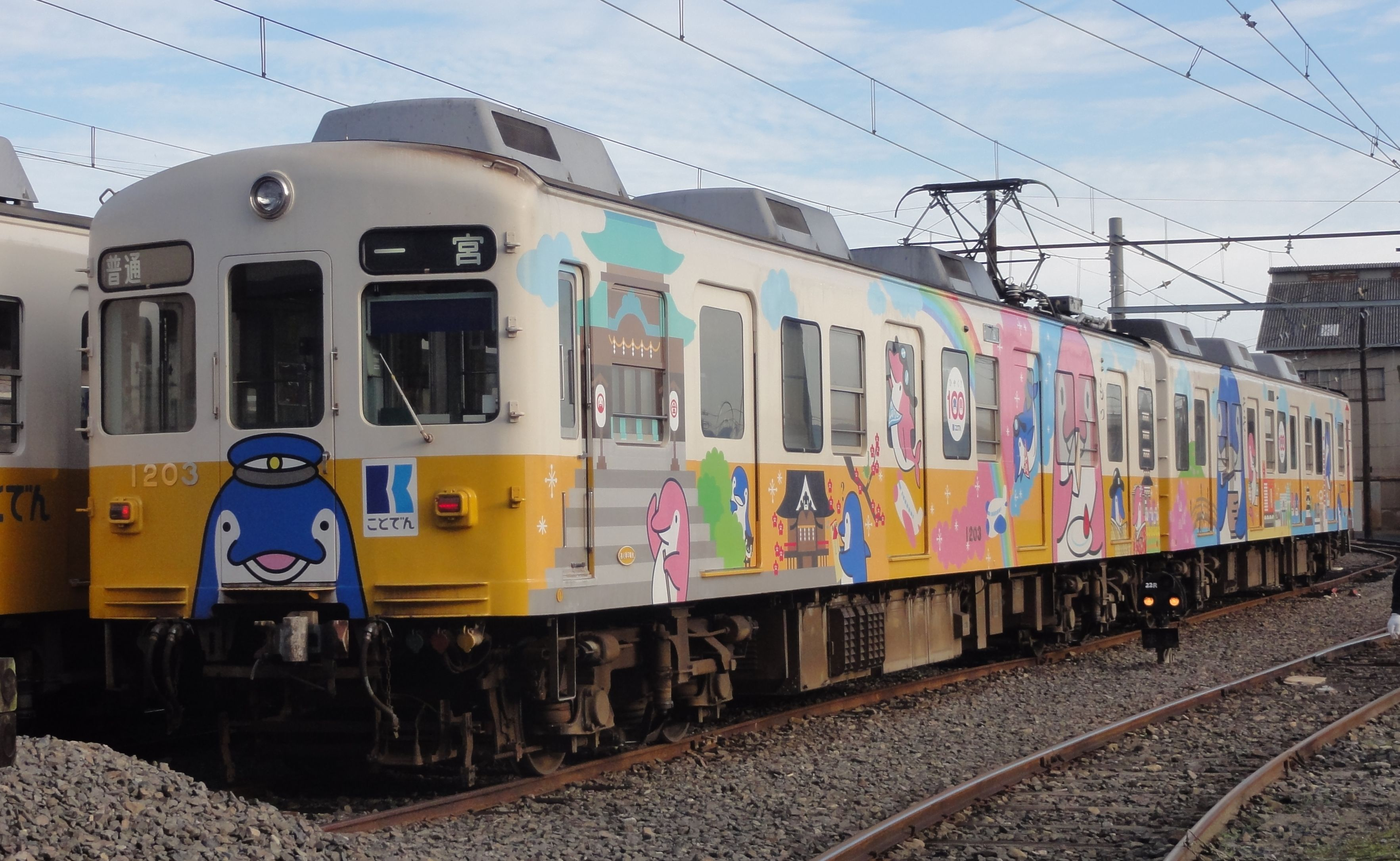
1203F「ことちゃんひやく号」
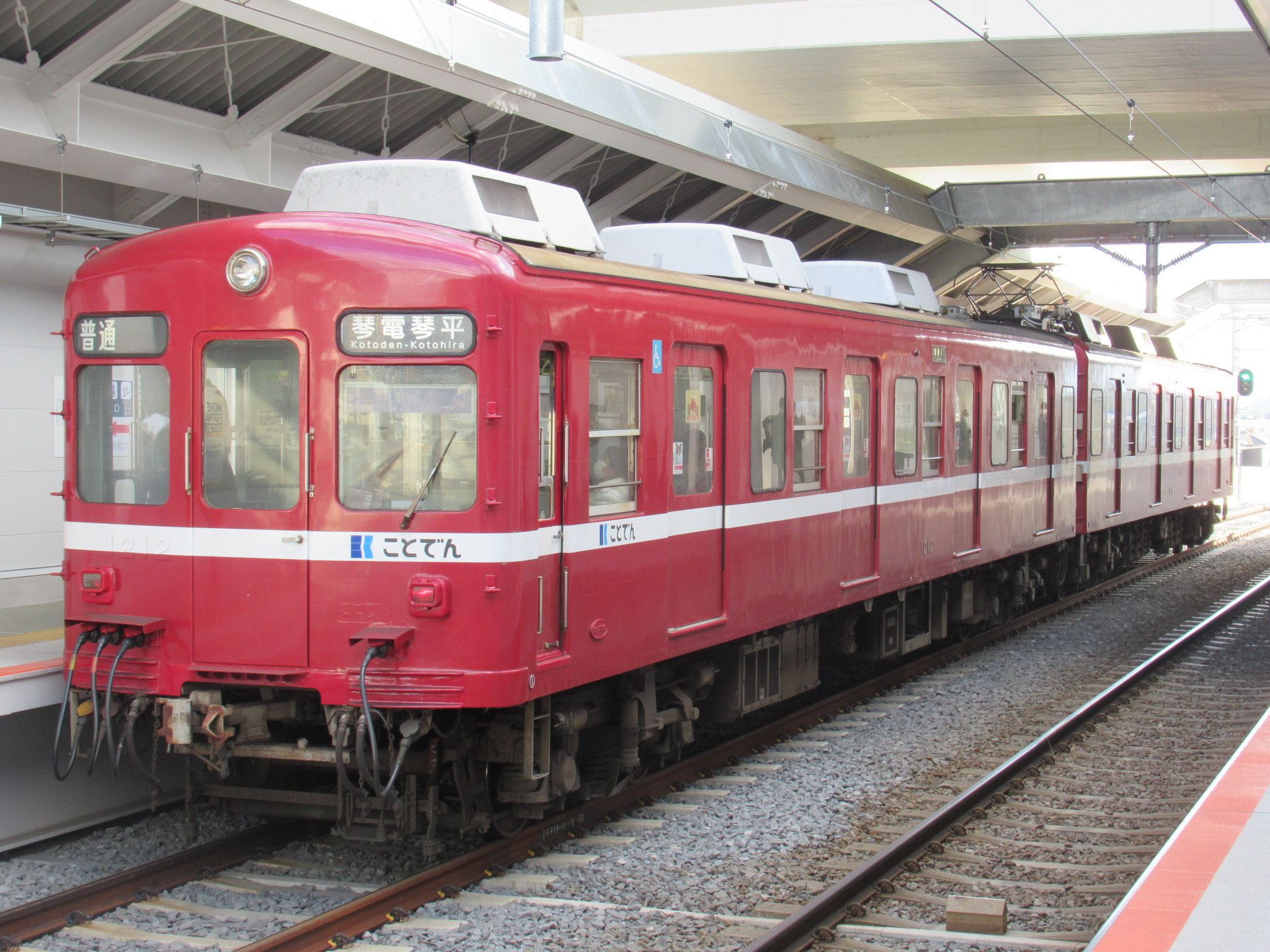
1211F 京急復刻塗装
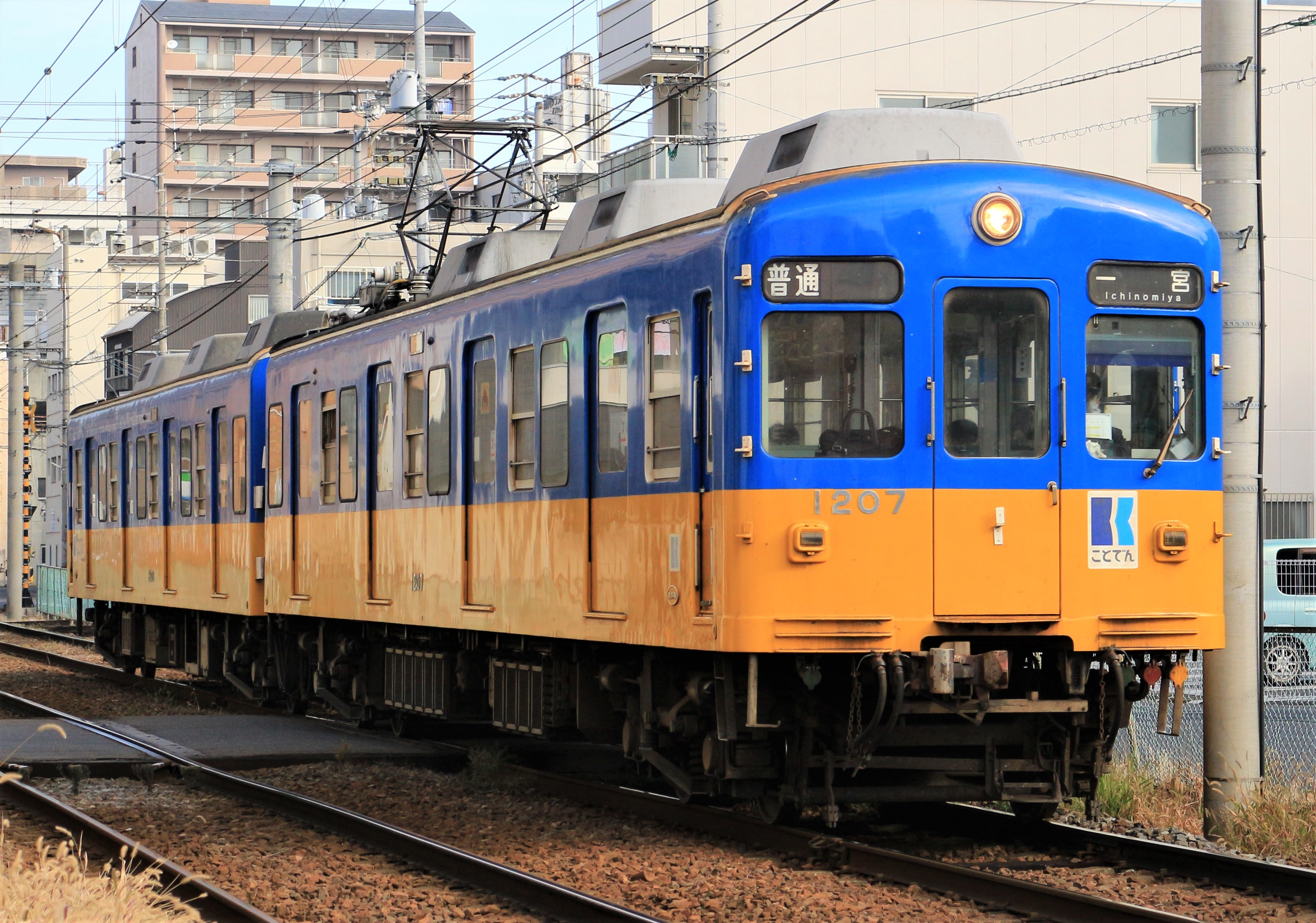
1207F ウクライナ国旗塗装